# Midway Mall
Midway Mall é o maior shopping center do estado do Rio Grande do Norte e um dos maiores do Nordeste, localizado na cidade de Natal e pertencente ao Grupo Guararapes. Possui 231 mil metros quadrados dispostos em três grandes pavimentos destinados à lojas e diversos serviços. Conta com mais de 300 lojas, sendo 15 âncoras, uma praça de alimentação, uma área gourmet com dois restaurantes, sete salas de cinema multiplex stadium da rede Cinemark (sendo três com tecnologia 3D Real D e D-Box), e o Teatro Riachuelo com capacidade para até 2.800 pessoas, além de seis pavimentos de estacionamento coberto e gratuito com lotação de 3.900 veículos.
Possui 16 lojas âncoras: Extra, Lojas Riachuelo, C&A, Kalunga, Lojas Americanas, Lojas Renner, Lojas Marisa, Livraria Saraiva, Centauro, Ricardo Eletro, Ri Happy, Etna, Zara, Le Biscuit, Casas Bahia e Cinemark.

## Expansões
Em 27 de abril de 2009 — aniversário de quatro anos do shopping — o empreendimento inaugurou sua primeira expansão. Trata-se da abertura do terceiro piso com mais de oitenta lojas além de trazer novas lojas âncoras que não tinham filiais no estado, tais como Lojas Renner, Polishop, Etna, Livraria Saraiva, e diversos cafés como Kopenhagen e São Braz Coffee Shop.
A segunda expansão foi a do Teatro Riachuelo, inaugurado em 9 de dezembro de 2010, que é o maior teatro dentro de um shopping do Nordeste com capacidade para 1,5 mil pessoas sentadas, podendo chegar a 3,8 mil quando transformado em teatro de arena, com cadeiras avulsas. Nesta nova expansão, também foi inaugurada mais uma praça de alimentação: uma área gourmet com quatro restaurantes. Com a expansão, o Midway Mall tem a maior loja Riachuelo do Brasil, já que esta se expandiu para o terceiro piso.
Em 2012, houve a terceira expansão do shopping que trouxe à Natal a primeira loja das Casas Bahia e da Le Biscuit, além do McDonald's no formato restaurante e mais uma central da Oi, ampliando em mais 2500 m² o primeiro piso. Ainda está previsto um novo edifício-garagem. Em 2013, o shopping abriu a primeira loja Zara do Rio Grande do Norte.
Em 30 de janeiro de 2023, após 18 anos oferecendo estacionamento gratuito em 3.660 vagas distribuídas em seis pisos, o Midway Mall passou a adotar a modalidade de estacionamento pago, cobrando pelo tempo de uso das instalações pelos clientes.